# Den Ast
Il Den Ast è una breve salita che si trova in Belgio nella regione delle Fiandre Orientali.

## Caratteristiche
- Altitudine: 40 m s.l.m.
- Partenza: Mullem (20 m s.l.m.)
- Dislivello: 20 m
- Lunghezza: 0,35 km
- Pendenza media: 5,5 %
- Pendenza massima: 11 %